# Tolna (županija)
Županija Tolna (madžarsko Tolna vármegye) je županija na jugu Madžarske. Upravno središče županije je Szekszárd.

### Mestna okrožja
- Szekszárd  (sedež županije)

### Mesta in večji kraji
(po številu prebivalcev)
- Dombóvár (21.066)
- Paks (20.954)
- Bonyhád (14.401)
- Tolna (12.195)
- Tamási (9.830)
- Dunaföldvár (9.212)
- Bátaszék (6.925)
- Simontornya (4.606)